# De Danske Spritfabrikker

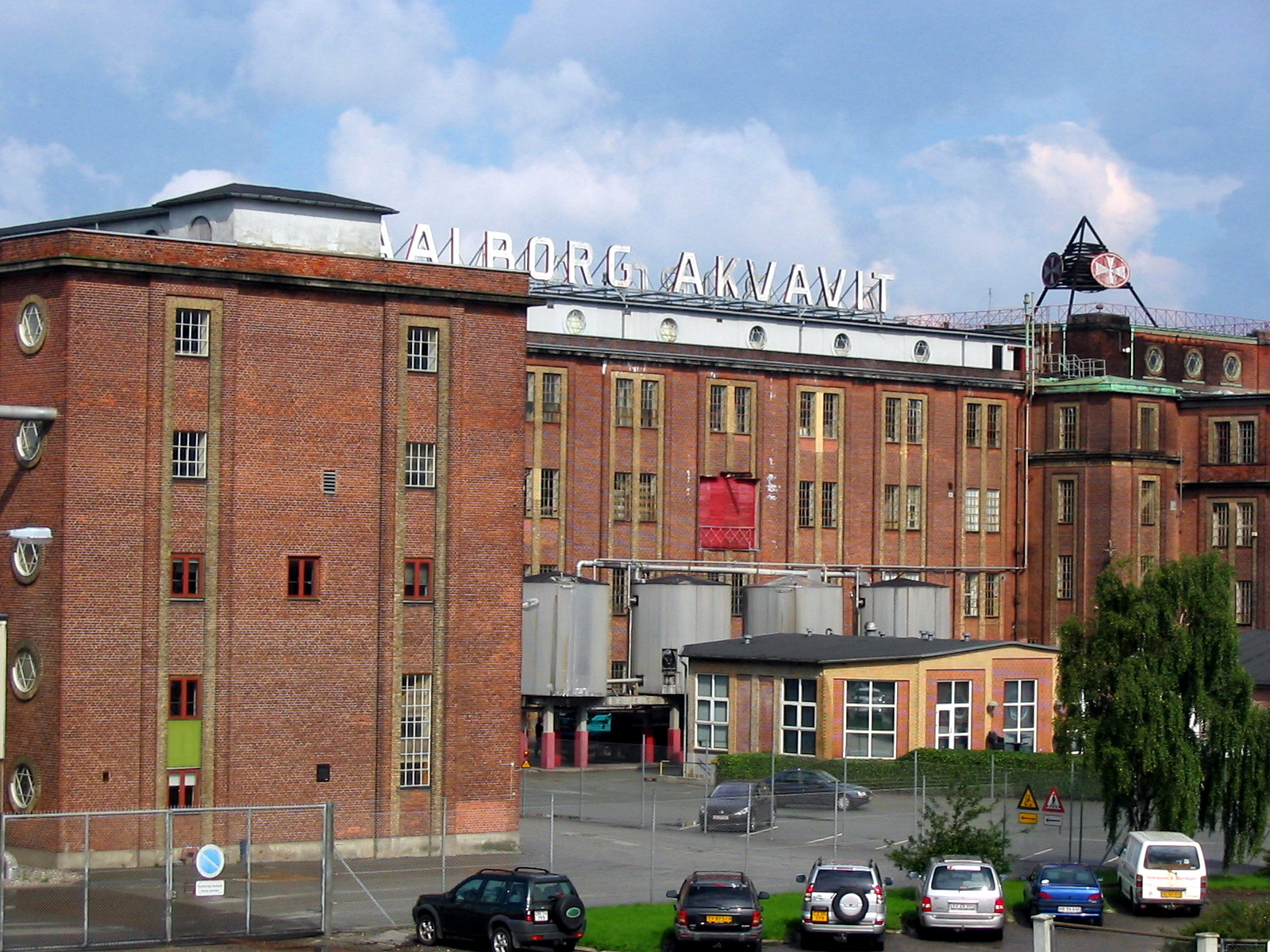
De Danske Spritfabrikkers tidigare anläggning i Ålborg (2006).

De Danske Spritfabrikker var en dansk producent av spritdrycker, som sedan 2012 ägs av norska Arcus.
Verksamheten grundades 1881 av C.F. Tietgen, Isidor Henius och C.A. Olesen genom en sammanslagning av flera mindre brännvinsproducenter. Isidor Henius blev direktör för företaget och räknas som grundaren av den moderna spritproduktionen i Danmark. 1884 anslöt sig familjebränneriet Brøndum och Harald Jensen Akvavit till De Danske Spritfabrikker.
Som ett resultat av ytterligare uppköp och sammanslagningar ägde De Danske Spritfabrikker 1923 samtliga brännerier i Danmark, och fick ensamrätt på framställning av sprit, akvavit, jäst med mera. Detta monopol upphörde först 1973, efter att Danmark gick med EG.
1946 lanserades Aalborg Jubilæums Akvavit, i samband med 100-årsjubileet av starten för Aalborg Taffel Akvavit.
Gustav Adolph Hagemann var under en period styrelsemedlem.
Vid en av de största företagsfusionerna i danskt näringsliv slogs 1989 De Danske Spritfabrikker ihop med De Danske Sukkerfabrikker och Danisco. 1995 ändrades namnet till Danisco A/S, men då spritverksamheten 1999 blev ett dotterbolag till svenska V&S Vin & Sprit AB, återtogs det gamla namnet. 2008 såldes verksamheten vidare till franska Pernod Ricard och omorganiserades så att de danska verksamheterna samlades i Pernod Ricard Denmark A/S.. Norska Arcus-Gruppen AS köpte 2012 Spritfabrikkerne i Ålborg med tillhörande varumärken från Pernod Ricard Denmark A/S, dock på villkoret att de sålde akvavitvarumärket Brøndums. Brøndums snaps såldes till den finska spritproducenten Altia.
I början var Martin Borch företagets arkitekt, följt av Alf Cock-Clausen, som bland annat har ritat den stora fabriken i Ålborg som uppfördes 1929-1931 i funktionalistisk stil, som var tyskinspirerad och då ovanlig i Danmark och som sedan kulturminnesmärkts.
I april 2015 upphörde produktionen i Ålborg och flyttade till Norge. Byggnaderna och det omkringliggande området, kallat "Spritgrunden", köptes i ett samriskföretag mellan Arcus dåvarande huvudägare Ratos och A. Enggaard.